# Grace Clawson
Grace Clawson (Londen, 15 november 1887 – Saint Petersburg (Florida), 28 mei 2002) was een Engels-Amerikaanse supereeuwelinge en op 114-jarige leeftijd gedurende twee maanden de oudste levende persoon ter wereld. Clawson is bij leven nooit erkend geworden als de oudste levende mens. Op dat moment was dat weggelegd voor de Japanse Kamato Hongo. Later zou Clawson deze titel toch postuum krijgen, omdat in 2012 de leeftijdsclaim van laatstgenoemde ontkracht werd.

## Levensloop
Clawson werd geboren in Londen in 1887 als Grace Taylor. Zelf had ze lange tijd beweerd dat ze uit het jaar 1889 stamde. Nadat de familie een kopie van haar geboortebewijs vanuit Engeland had ontvangen, bleek ze in 1887 te zijn geboren.
Als kind verhuisde ze met haar familie naar Montreal in Canada. Toen haar ouders van elkaar scheidden, kwamen Grace en haar zusje aanvankelijk in een weeshuis terecht. Uiteindelijk werden ze door hun vader ondergebracht in een pleeggezin in Chicago.
In 1917 huwde ze met Ray Clawson. Tot die tijd had ze nog gewerkt in een ziekenhuis en op kantoor. Het stel kreeg twee dochters: Viola en Gladys. In 1950 overleed haar echtgenoot. In 1982 besloot ze naar Florida te verhuizen, waar familieleden van haar woonden. Zij stierf uiteindelijk in 2002 in het Heather Hill Health Care Center in New Port Richey, Florida.